# Фландрский дом
Фландрский дом (фр. Maison de Flandre) — французский дворянский род, известный также, как дом Бодуэна (фр. Maison de Baudouin) или Бодуэниды (фр. Baudouinides).

## История

### Происхождение
О происхождении первого графа Фландрии хронисты сообщают, что его предком был Лидрис или Лидерик, сир Гарлебекский, который получил в ленное владение от Карла Великого бесплодную землю, ничего не стоившую и покрытую болотами. Его сын Энгеран, а затем его внук Одасэ (Audacer) имели, подобно ему, звание королевских лесничих (forestarii). Известно, что в 836 году умер некий граф Лидерик и что Энгеран, известный своим участием в раздорах и интригах последних Каролингов, носил, как и Одасэ, титул графа и светского аббата монастыря Сен-Пьер в Генте. Сыном графа Одасэ был Бодуэн (Балдуин) I.

### Графы Фландрии
Бодуэн (Балдуин) I Железная Рука (ум.879) по-видимому, уже обладал значительным могуществом в северных областях бассейна Шельды, где он воевал с норманнами. В 862 году он похитил дочь короля Франции Карла II Лысого Юдифь, вдову англосаксонского короля Этельвульфа, из Санлиса, где она находилась под присмотром нескольких духовных лиц. Несмотря на протесты Карла, на его отказ согласиться на этот брак и угрозы, что он лишит Балдуина его ленных владений, Бодуэн отказался выдать жену и сделал вид, будто хочет вступить в союз с норманнами, после чего Карл был вынужден признать своего зятя. Бодуэн смог благодаря этому присоединить к своим родовым владениям богатое наследие своей жены и стал первым графом Фландрии.
Из сыновей Бодуэна I младший, Рауль (ок. 867 — 17 июня 896) был графом Камбре, после убийства которого графство унаследовал муж его единственной дочери, Исаак (ум. ок. 948). Старший же сын Бодуэна I, Бодуэн (Балдуин) II Лысый (863/865 — 10 сентября 918) унаследовал Фландрию. Воспользовавшись прекращением нападения норманнов, он занялся расширением границ своего государства на юг. Он активно вмешивался в междоусобицы, которые происходили во Франции после свержения императора Карла III Толстого, балансируя между Эдом Нейстрийским и Карлом Простоватым. При этом Бодуэн был не очень разборчив в средствах. В итоге Бодуэн II смог распространить свою власть на области Куртре, Турне, Артуа, Тернуа и Булонь. В результате к концу его правления Фландрия стала граничить с Вермандуа и Нормандией, кроме того ему принадлежала значительная часть морского побережья между Звином и Соммой. Кроме того он женился на англосаксонской принцессе, дочери Альфреда Великого, положив начало связям между Фландрией и Англией.
Старший сын Бодуэна II, Арнульф I Великий (885/889 — 27 марта 965), наследовавший отцу в 918 году, закончил дело своего отца. Он окончательно завладел в 932—933 годах Аррасом, после 941 года — Дуэ, а в 948 году — Монтрей-сюр-Мер. Он был одним из самых могущественных и богатых князей своего времени. Он присвоил себе титул маркграфа, которым пользовались его преемники до начала XII века. Но на пути дальнейших завоеваний стало герцогство Нормандия, преграждавший ему на реке Канш дорогу на юг. Он пытался всеми бывшими в его распоряжении средствами уничтожить этого соперника. Для этого Арнульф заключил союз против герцога Нормандии Вильгельма I с королями Людовиком IV Заморским и Лотарем. В итоге Арнульф приказал убить герцога Вильгельма во время одного свидания в Пикиньи 17 декабря 942 года. Но в разразившейся ожесточённой борьбе между Фландрией и Нормандией обе стороны оказались одинаково сильными и им не удалось одолеть друг друга.
В 958 году Арнульф отказался от власти в пользу своего сына Бодуэна (Балдуина) III Молодого (ок.940 — 1 января 962), но тот в 962 году неожиданно умер, после чего Арнульф вернулся опять к власти.
После его смерти в 965 году ему наследовал малолетний сын Бодуэна III, Арнульф II (961/962 — 30 марта 988). Король Лотарь попытался воспользоваться малолетством графа Арнульфа и попытался захватить Фландрию, вторгнувшись в неё. Король смог захватить Теруан, Сен-Поль, Дуэ и Аррас, но после вмешательства императора Оттона I, призванного епископом Камбре, был вынужден отступить и потерял захваченные земли. После смерти короля Франции Людовика V в 987 году Арнульф II поддержал притязания на престол Карла Лотарингского и не признал выбор королём Гуго Капета. В итоге Гуго предпринял поход на Фландрию, захватив большую часть. В результате Арнульф был вынужден смириться и признать себя вассалом Франции.
Арнульфу в 988 году наследовал его старший сын, Бодуэн (Балдуин) IV Бородатый (ок. 980 — 30 мая 1035). Он оставил южную часть своих владений в руках вассалов, графов Гина, Эсдена и Сен-Поля, сосредоточив свои усилия на расширении Фланрии на восток. В 1006 году он захватил Валансьен. Только в 1007 году императору Генриху II удалось заставить при помощи короля Франции и герцога Нормандии вернуть город. К 1012 году император был вынужден отдать Бодуэну остров Вальхерен с четырьмя другими островами (в Зелландии) и область Четырёх округов, что положило начало так называемой имперской Фландрии, а также маркграфство Валансьен, благодаря чем Бодуэн IV стал также вассалом императора.
Его сын Бодуэн (Балдуин) V Лильский (ок. 1012 — 1 сентября 1067) воспользовался восстанием герцога Лотарингии Готфрида Бородатого, завладев всей областью, расположенной между Шельдой и Дендрой, сумев удержать её за собой. Он был женат на дочери короля Франции Роберта II. В 1060—1065 годах он был регентом Франции при малолетнем короле Филиппе I. Он усмирил восстание против Филиппа, в течение всего времени правления распоряжался доходами королевства. Кроме этого Бодуэн отказался от войн с Нормандией, выдав за её герцога Вильгельма, будущего короля Англии, свою дочь Матильду. Также Бодуэн смог выгодно женить своих сыновей. Старший, Бодуэн (Балдуин) VI (ок.1029 — 10 июля 1070) в 1051 году женился на Ришильде, вдове графа Эно Германа, благодаря чему несмотря на протесты императора унаследовал графство. Младший, Роберт I Фризский (1031 — 13 октября 1093 года), в 1063 году женился на Гертруде Саксонской, вдове графа Голландии Флориса I, благодаря чему стал опекуном малолетнего графа Дирка V.
После смерти отца в 1067 году Бодуэн VI объединил Фландрию и Эно. Но после его смерти в 1070 году его сыновья Арнульф III (ок. 1055 — 22 февраля 1071) и Бодуэн II (ок. 1056 — 8 июня 1098) остались малолетними под опекой матери. И этим решил воспользоваться брат Бодуэна VI, Роберт, организовавший восстание в 1070 году, благодаря которому он захватил Гент и объявил себя графом Фландрии. Арнульф и его мать обратились за помощью к королю Франции Филиппу I, получив также поддержку графа Херефорда Вильяма Фиц-Осберна, который привел армию из Нормандии. 22 февраля 1071 года у горы Кассель состоялась битва, в результате которой Арнульф и Вильям погибли. Король Филипп вскоре примирился с Робертом I и признал его графом Фландрии, а Рихильда с Бодуэном укрепились в Эно, призвав на помощь императора. После долгой борьбы Бодуэн II помирился с дядей. Он стал родоначальником линии Эно Фландрского дома.
Роберт I перенёс столицу графства в Брюгге. При нём Фландрия окончательно сделалась христианской страной. Он поддерживал своего пасынка Дирка V против епископа Утрехта и герцога Нижней Лотарингии Готфрида Горбатого. Он враждовал с королём Англии Вильгельмом I, для борьбы с которым Роберт заключил союз с королём Дании Кнудом VI, выдав за него замуж свою дочь Аделу. В 1087—1090 годах он предпринял паломничество в Иерусалим.
Старший сын Роберта I, Роберт II Иерусалимский (ок. 1065 — 5 октября 1111) наследовал отцу в 1093 году. Он смог ещё больше расширить свои владения. В 1097 году Роберт принял участие в Первом Крестовом походе. Он сблизился с Францией, видя в ней союзника против короля Англии.
Его сын Бодуэн VII (1093 — 17 июня 1119) наследовал отцу в 1111 году. Он продолжил политику отца по отношению к Англии. Бодуэн умер в 1119 году от ранения, полученного им в Нормандии. Детей он не оставил, а престол завещал сыну своей сестры, датскому принцу Карлу I Доброму, воспитанному при фландрском дворе.
После смерти Карла Доброго на престол также претендовал Вильгельм Ипрский (ок. 1070—1165), незаконный сын брата Роберта II — Филиппа ван Ло (ум. до 1127). Он был последним представителем фландрской ветви дома.

### Графы Эно
Бодуэн II (ок. 1056 — 8 июня 1098) стал родоначальником второго дома Эно. После безуспешной борьбы с дядей, графом Фландрии Робертом I, он помирился с ним. В 1097 году он отправился в Первый Крестовый поход, во время которого погиб.
Он оставил несколько сыновей и дочерей. От младшего сына, Арнольда, пошла ветвь сеньоров де Рель, угасшая в 1287/1288 году. А старший сын, Бодуэн (Балдуин) III (1188—1220) унаследовал Эно. Он предъявлял права на Фландрию после смерти Бодуэна VII, но безуспешно.
Ему наследовал старший сын Бодуэн (Балдуин) IV Строитель (ок. 1108 — 8 ноября 1171). Во время его малолетства до 1127 года регентшей графства была его мать, Иоланда Гелдернская. Она добилась помолвки сына с Алисой Намюрской (ок. 1115—1169), на которой Бадуэн женился около 1130 года. Благодаря этому браку в 1189 году графство Намюр после пресечения Намюрского дома перешло к сыну Бодуэна IV.
Бодуэн IV безуспешно предъявлял права на Фландрию в 1127 году после смерти Карла Доброго, а потом в 1128 году после смерти Вильгельма Клитона. В 1147 году Бодуэн попытался опять захватить Фландрию, воспользовавшись тем, что её граф Тьерри Эльзасский отправился в Крестовый поход. Но попытка закончилась ничем. В 1151 году Тьерри и Бодуэн заключили мир. В 1161 году Бодуэн женил своего сына Бодуэна на дочери Тьерри Маргарите, что позволило тому через 40 лет получить Фландрию.

### Графы Эно, Фландрии и Намюра
Бодуэн V (1150 — 17 декабря 1195) наследовал отцу в Эно в 1171 году. Он сблизился со своим шурином, графом Фландрии Филиппом I Эльзасским, заключив с ним в 1177 году договор о союзе. В 1180 году Бодуэн выдал свою дочь Изабеллу за короля Франции Филиппа II Августа, получившего в качестве приданого Артуа. В 1189 году Бодуэн получил от императора графство Намюр, возведенное в маркграфство, а в 1191 году после смерти Филиппа Эльзасского получил Фландрию. За Намюр ему пришлось вести войну с братом жены Генрихом I Намюрским, из которой он вышел победителем в 1194 году.
Бодуэн V оставил нескольких сыновей. Фландрию и Эно унаследовал его старший сын Бодуэн (Балдуин) IX (1171—1205), Намюр получил второй сын, Филипп I (1175 — 12 октября 1212).
Став графом, Бодуэн IX в отличие от отца стал сторонником короля Англии. В 1200 году ему удалось по Перронскому договору север Артуа, а также получить суверенитет над Гином, Арром и Бетюном. А в 1202 году он вместе с младшими братьями Генрихом и Эсташем отправился в Четвёртый Крестовый поход, оставив регентом Фландрии Филиппа Намюрского, а регентом Эно — своего побочного брата Виллема де Вершина. В результате этого похода Бодуэн был избран императором Латинской империи, но в 1205 году попал в плен, где и умер. В Латинской империи ему наследовал брат Генрих (ок. 1176 — 11 июля 1216). Ещё один брат, Эсташ (ум. после 1217) в 1210—1216 годах был регентом Фессалоникского королевства.
Бодуэн IX оставил только двух дочерей, Жанну (1188 — 5 декабря 1244) и Маргариту II (2 июня 1202 — 10 февраля 1280), последовательно правивших во Фландрии и Эно. Другие братья Бодуэна IX детей не оставили.
Существовала ещё линия сеньоров Себург, родоначальником которой был брат Бодуэна V, Генрих (ум. после 1207). Она угасла в 1-й половине XIII века.
Также существовала побочная линия сеньоров де Вершин, родоначальником которой был незаконный сын Бодуэна IV де Эно — Виллем де Вершин, регент Эно в 1201—1205 годах. Последний представитель этой линии, Жан III де Вершин (ум. 25 октября 1415) погиб в битве при Азенкуре.

### Дома, возможно произошедшие от Фландрского дома
Некоторые специалисты выводят из Фландрского дома следующие роды:
- Булонский дом. Его родоначальником считается граф Булони Адалульф (ум.933). Возможно он был сыном Бодуэна II Лысого, графа Фландрии. Но существуют и другие версии его происхождения.
- графы Понтье, Сен-Поль, сеньоры де Куси. Их возможный предок[6], Ангерран I, граф Гента, Куртре и Турне в 853—866 и граф де Эно в 870—880 годах, был сыном графа Ангеррана (ум. 851), деда Бодуэна I Железная Рука. Возможным внуком Ангеррана I был Ангерран II, граф Эно в 920—925 годах.